# Vlachovice (Zlín)
Vlachovice (in tedesco Wlachowitz) è un comune della Repubblica Ceca facente parte del distretto di Zlín, nella regione di Zlín.